# سان رافاييل ديل نورتي
سان رافاييل ديل نورتي هي بلدية في نيكاراغوا، ومحلية، ومدينة، تقع في جينوتيغا، بلغ عدد سكانها 21,571 نسمة وذلك حسب إحصائيات سنة 2014، تبلغ مساحتها 232.84 كيلومتر مربع، رمزها البريدي هو 6610.